# Duixu
Duixu (kinesiska: 堆圩乡, 堆圩) är en socken i Kina. Den ligger i den autonoma regionen Guangxi, i den södra delen av landet, omkring 110 kilometer nordväst om regionhuvudstaden Nanning.
Genomsnittlig årsnederbörd är 1 708 millimeter. Den regnigaste månaden är juni, med i genomsnitt 335 mm nederbörd, och den torraste är februari, med 31 mm nederbörd.